# Râul Cozmești
Râul Cozmești este un curs de apă, afluent al râului Prut. Acest râu trece prin comuna omonimă din județul Iași.